# Raddon-et-Chapendu
Raddon-et-Chapendu és un municipi francès situat al departament de l'Alt Saona i a la regió de Borgonya - Franc Comtat. L'any 2007 tenia 890 habitants.

## Demografia

### Població
El 2007 la població de fet de Raddon-et-Chapendu era de 890 persones. Hi havia 354 famílies, de les quals 96 eren unipersonals (32 homes vivint sols i 64 dones vivint soles), 103 parelles sense fills, 135 parelles amb fills i 20 famílies monoparentals amb fills.
La població ha evolucionat segons el següent gràfic:
Habitants censats

### Habitatges
El 2007 hi havia 416 habitatges, 362 eren l'habitatge principal de la família, 30 eren segones residències i 24 estaven desocupats. 379 eren cases i 37 eren apartaments. Dels 362 habitatges principals, 273 estaven ocupats pels seus propietaris, 84 estaven llogats i ocupats pels llogaters i 6 estaven cedits a títol gratuït; 1 tenia una cambra, 7 en tenien dues, 25 en tenien tres, 82 en tenien quatre i 248 en tenien cinc o més. 292 habitatges disposaven pel capbaix d'una plaça de pàrquing. A 167 habitatges hi havia un automòbil i a 162 n'hi havia dos o més.

### Piràmide de població
La piràmide de població per edats i sexe el 2009 era:
| Homes | Edats   | Dones |
| ----- | ------- | ----- |
| 0     | 95 o +  | 0     |
| 0     | 90 a 94 | 0     |
| 4     | 85 a 89 | 4     |
| 0     | 80 a 84 | 8     |
| 16    | 75 a 79 | 24    |
| 40    | 70 a 74 | 36    |
| 16    | 65 a 69 | 20    |
| 12    | 60 a 64 | 32    |
| 0     | 55 a 59 | 4     |
| 20    | 50 a 54 | 12    |
| 36    | 45 a 49 | 24    |
| 40    | 40 a 44 | 32    |
| 32    | 35 a 39 | 36    |
| 40    | 30 a 34 | 28    |
| 20    | 25 a 29 | 40    |
| 16    | 20 a 24 | 20    |
| 32    | 15 a 19 | 24    |
| 32    | 10 a 14 | 24    |
| 28    | 5 a 9   | 20    |
| 40    | 0 a 4   | 32    |

## Economia
El 2007 la població en edat de treballar era de 537 persones, 416 eren actives i 121 eren inactives. De les 416 persones actives 385 estaven ocupades (211 homes i 174 dones) i 31 estaven aturades (12 homes i 19 dones). De les 121 persones inactives 35 estaven jubilades, 32 estaven estudiant i 54 estaven classificades com a «altres inactius».

### Ingressos
El 2009 a Raddon-et-Chapendu hi havia 379 unitats fiscals que integraven 950 persones, la mediana anual d'ingressos fiscals per persona era de 16.662 €.

### Activitats econòmiques
Dels 42 establiments que hi havia el 2007, 1 era d'una empresa extractiva, 3 d'empreses alimentàries, 1 d'una empresa de fabricació de material elèctric, 4 d'empreses de construcció, 10 d'empreses de comerç i reparació d'automòbils, 2 d'empreses de transport, 1 d'una empresa d'hostatgeria i restauració, 1 d'una empresa financera, 3 d'empreses immobiliàries, 3 d'empreses de serveis, 12 d'entitats de l'administració pública i 1 d'una empresa classificada com a «altres activitats de serveis».
Dels 8 establiments de servei als particulars que hi havia el 2009, 1 era una oficina de correu, 1 una oficina bancària, 2 tallers de reparació d'automòbils i de material agrícola, 1 autoescola, 1 perruqueria, 1 restaurant i 1 agència immobiliària.
Dels 5 establiments comercials que hi havia el 2009, 1 era una botiga de més de 120 m², 2 fleques, 1 una fleca i 1 una peixateria.
L'any 2000 a Raddon-et-Chapendu hi havia 14 explotacions agrícoles que ocupaven un total de 660 hectàrees.

## Equipaments sanitaris i escolars
El 2009 hi havia 1 farmàcia i 1 ambulància.
El 2009 hi havia una escola elemental integrada dins d'un grup escolar amb les comunes properes formant una escola dispersa.

## Poblacions més properes
El següent diagrama mostra les poblacions més properes.